# San Marino na Mistrzostwach Świata w Lekkoatletyce 2022
San Marino na Mistrzostwach Świata w Lekkoatletyce 2022 – reprezentacja San Marino podczas mistrzostw świata w Eugene liczyła jednego zawodnika.

## Skład reprezentacji

### Mężczyźni
| Zawodnik            | Konkurencja   | Preeliminacje | Preeliminacje | Eliminacje | Eliminacje | Półfinał | Półfinał | Finał | Finał   | Źródło      |
| Zawodnik            | Konkurencja   | Wynik         | Pozycja       | Wynik      | Pozycja    | Wynik    | Pozycja  | Wynik | Pozycja | Źródło      |
| ------------------- | ------------- | ------------- | ------------- | ---------- | ---------- | -------- | -------- | ----- | ------- | ----------- |
| Francesco Sansovini | bieg na 100 m | 10.67 Q       | 10.           | 10.71      | 51.        | NQ       | NQ       | NQ    | NQ      | [ 1 ] [ 2 ] |